# Худяков, Юрий Владимирович
Юрий Владимирович Худяков (латыш. Jurijs Hudjakovs, 16 февраля 1969, СССР) — латвийский футболист, нападающий. Сыграл один матч за национальную сборную Латвии.

## Клубная карьера
Воспитанник рижского футбола. Во взрослом футболе дебютировал в 1991 году выступлениями за «Олимпию».
Летом 1993 года перешёл в запорожский «Металлург». Однако закрепиться в составе нового клуба не сумел, сыграв за полгода только в одном матче — 25 сентября вышел на замену на последние 11 минут домашнего матчапротив луганской «Зари» (1:1).
В начале 1994 года перешёл в шведский клуб «Елливаре», в котором провёл весь сезон 1994 года.
В январе 1995 года заключил контракт с российским клубом «Нефтехимик» (Нижнекамск), который выступал в первом дивизионе. Здесь Юрий провёл следующие полтора года своей карьеры. Большую часть времени, проведённого в составе нижнекамского «Нефтехимика», был основным игроком атакующего звена команды, сыграл в 47 матчах чемпионата и забил 5 голов.
Летом 1996 года перешёл в польский клуб «Заглембе» (Любин), где за полгода сыграл лишь в 4 матчах чемпионата. Затем играл за польский клуб низшего дивизиона «Сокол», латвийский «Вентспилс» и в конце карьеры провёл три года в финском клубе «Каскё», также играл в Болгарии за клуб «Сторгозия» (Плевен).

## Выступления за сборную
26 мая 1992 года сыграл свой единственный матч в составе национальной сборной Латвии, выйдя на замену на 70 минуте в товарищеской игре против сборной Мальты, которая завершилась поражением прибалтийцев со счетом 0:1.

## Тренерская карьера
После завершения игровой карьеры Худяков стал заниматься подготовкой молодёжных команд рижской «Даугавы», был также тренером резервной команды. Кроме того, был членом тренерского штаба в юношеских сборных Латвии.